# Rafael Silva (football)
Pour les articles homonymes, voir Rafael Silva (homonymie) et Silva.
Rafael da Silva, dit Rafael Silva, né le 4 avril 1992 à São Paulo, est un footballeur brésilien, qui évolue au poste d'attaquant au Mirassol FC.

## Biographie
Avec le club du FC Lugano, il inscrit 13 buts en deuxième division suisse.
Avec l'équipe de l'Albirex Niigata, il marque 19 buts en première division japonaise.
Il participe à la Ligue des champions d'Asie avec le club des Urawa Red Diamonds. Il remporte cette compétition en 2017, inscrivant neuf buts en onze matchs.

## Palmarès
- Avec le Coritiba
  - Vainqueur du Campeonato Paranaense en 2012 et 2013

- Avec le FC Lugano
  - Champion de Suisse de D2 en 2015

- Avec les Urawa Red Diamonds
  - Vainqueur de la Ligue des champions en 2017
  - Vainqueur de la Coupe Suruga Bank en 2017